# Emzar Kviciani
Emzar Kviciani (gruzínsky ემზარ კვიციანი; * 25. dubna 1961, Čchalta) je bývalý velitel gruzínských vojsk a vůdce gruzínské gerily v oblasti Horní Abcházie, které de-facto vládl od roku 1992 do 2006, než byla jeho milice rozpuštěna během kodorské krize gruzínskými pořádkovými silami. Uprchl do Ruska, ale v roce 2014 byl při pokusu o návrat do Gruzie zatčen. Následně byl odsouzen ke 12 letům vězení, ale po odvolání proti rozsudku mu byl trest výrazně snížen a byl propuštěn na svobodu.

## Biografie

### Mládí a studium
Kviciani se narodil do svanské rodiny ve Čchaltě, nacházející se v soutěsce Kodori v severovýchodní Abcházii, v někdejší Abchazské ASSR, jež byla součástí Gruzínské SSR. Žil tam mezi místními Svany, ale pak odešel studovat zemědělství do Ruska. Jeho minulost za časů Sovětského svazu je obestřena nejasnostmi, každopádně se během studií dostal do problémů se zákonem. Dle deníku Nezavisimaja gazeta byl třikrát vyšetřován či měl trestní záznamy z těchto důvodů: výtržnictví, krádež a podezření z vraždy, ovšem stíhání za poslední přečin bylo kvůli politickým událostem na začátku 90. let zastaveno. Nic z toho mu však nezabránilo v roce 1988 absolvovat studium na ekonomické fakultě Novosibirského zemědělského institutu.

### Kariéra v Čchaltě
Po rozpadu Sovětského svazu se vrátil domů do Abcházie, kde však brzy vypukl válka mezi Gruzíny a Abchazy. Kviciani proto založil ozbrojenou gerilu s názvem „Monadire“ (Lovec), se kterou hodlal bránit celou soutěsku Kodori před útoky Abchazů. Jeho jednotka čítala až 350 mužů a úspěšně vytyčený úkol splnila, zejména díky faktu, že po porážce Gruzie v roce 1993 zůstali Lovci jedinou ozbrojenou skupinou Gruzínů respektive Svanů, jež aktivně působila na území Abcházie. Dle vojenských analytiků tak výrazně přispěl k tomu, že oblast Kodorské soutěsky zůstala v Abcházii jako jediná pod kontrolou Gruzínů. Dle jiných zdrojů soutěsku udržel proto, že měl s představiteli Abcházie uzavřenou džentlmenskou dohodu o neútočení, aby ochránil místní populaci zhruba 3 tisíc Svanů.
Po vyhnání Gruzínců z Abcházie de-facto vládl bez omezení v Kodorské soutěsce, ale s vládou v Tbilisi udržoval jakési minimální vztahy. Proto se po uklidnění bezpečnostní situace v celé Gruzii snažil prezident Eduard Ševardnadze začlenit Kvicianiho milici a jeho aktivity v oblasti do oficiálních gruzínských bezpečnostních a administrativních složek. V roce 1997 byl Kviciani jmenován „zvláštním vyslancem v Kodorské soutěsce“ a o dva roky později „speciálním státním komisařem“. V roce 1998 byla jeho milice začleněna jakožto speciální jednotka do řad gruzínské armády, avšak ve skutečnosti měla vláda na Kvicianiho a jeho milici i nadále minimální vliv a páky.
Kviciani měl za peníze gruzínské vlády být podroben vojenskému výcviku u amerických instruktorů, ale z toho nakonec sešlo kvůli jeho kriminálním aktivitám, z nichž ho obviňovali svanští stařešinové jako např. Važa Avaliani, kdy se podílel na únosech lidí a na dalších zločinech, zejména vůči pozorovatelům OSN během 90. let a dále při kodorské krizi v roce 2001, kdy se stýkal s čečenskými ozbrojenci a jejich velitelem Ruslanem Gelajevem, kteří vtrhnuli do Abcházie. Jeho pozice však byla neotřesitelná, jeho role v konfliktu sporná, a počet členů jeho milice vzrostl až na 900 mužů ve zbrani.

### Kodorská krize 2006 a svržení
Během revoluce růží na podzim 2003 byl přítomen v Tbilisi a otevřeně podporoval prezidenta Ševardnadzeho. Po skončení převratu byl novým prezidentem Michailem Saakašvilim po jednání bezpečnostní rady státu Gruzie dne 3. prosince 2004 odvolán z funkce komisaře pro oblast Kodorské soutěsky a zbaven svého postavení, přičemž jeho pravomoci přebrala vláda exilové Autonomní republiky Abcházie v Tbilisi a jeho milice Monadire byla v květnu 2005 na rozkaz ministra obrany Irakliho Okruašviliho rozpuštěna kvůli kriminálním aktivitám jejích členů. Jakmile ale o rok později ministr obrany začal nahrazovat někdejší milicionáře z Monadire vojáky z gruzínské armády, vypověděl Kviciani 22. července 2006 vládě v Tbilisi poslušnost a pohrozil, že svrhne vládu. Vláda o tři dny později reagovala vysláním armády do soutěsky Kodori, přičemž byli během potyčky s Kvicianiovou milicí zraněni čtyři vojáci, nicméně gruzínská armáda dne 26. července oznámila, že ovládla soutěsku. Tu začala vláda nazývat Horní Abcházie.
Sám Kviciani uprchl se zhruba 50 zbylými členy milice do hor, ale obklíčili ho vojáci a policie, která na něj měla v rukou čerstvý zatykač, protože ho vláda obvinila ze vzpoury, z vedení ilegální ozbrojené organizace a z nedovoleného ozbrojování. Ze stejných zločinů byla obviněna a nakonec i zatčena i jeho sestra Nora Kvicianiová, jež byla předsedkyní čchaltské vesnické rady, kterou úřady umístily do vyšetřovací vazby a nakonec odsoudily na 6 a půl roku do vězení. Při přestřelce však byla zabita místní žena a Kvicianimu bylo dovoleno opustit pozici, aby se zamezilo dalším případným obětem.
Kviciani nakonec uprchl do Ruska, ale bylo proti němu i nadále vedeno trestní řízení, na jehož základě mu byl v roce 2007 dle rozsudku v nepřítomnosti zkonfiskován majetek. Z Moskvy potom Kviciani vyhrožoval, že proti Gruzii povede partyzánskou válku..

### Zatčení, věznění a propuštění na svobodu
V roce 2014, dva roky po změně režimu v Gruzii, se Kviciani vrátil do země a prostřednictvím sociálních sítí tvrdil, že je připraven postavit se před soud, neboť vyjádřil přání spolupracovat s úřady a domoci se spravedlnosti. 27. února byl tedy na letišti Tbilisi zatčen ihned po příletu a umístěn do vazby. Byl postaven před soud v Zugdidi, jenž 17. listopadu téhož roku uznal Emzara Kvicianiho vinného z přečinů vzpoury a vedení ilegální ozbrojené organizace, přičemž v průběhu líčení Kviciani tato obvinění odmítal. Byl odsouzen nejprve k 16 letům vězení, ty však byly amnestií sníženy na 12 let. Ve vězení nakonec nebyl dlouho, neboť 28. ledna 2015 odvolací soud v Kutaisi schválil dohodu mezi jeho týmem právních zástupců a prokurátorem, kdy mu byl trest snížen na pouhých 11 měsíců, které si již odpykal během svého pobytu ve vazbě. Sám Kviciani po propuštění z vězení řekl novinářům, že by se svou pravdou a vlastní obhajobou u soudu stejně neuspěl, takže souhlasil s dohodou, třebaže dle rozsudku bude v bodech své obžaloby vinen a po výkonu trestu propuštěn a ne nevinen.
Jeho propuštění přivítala gruzínská vláda, vedená hnutím Gruzínský sen, avšak verdikt odvolacího soudu v Kutaisi odsoudila opoziční strana Sjednocené národní hnutí bývalého prezidenta Saakašviliho, jež byla u moci v době, kdy Kviciani provedl svoji vzpouru během Kodorské krize, a vyjádřila podezření, že vláda nyní Kvicianiho využije k zastrašení opozice. Po propuštění se Kviciani začal domáhat vrácení svého majetku, který mu v roce 2007 úřady zabavily, a který skončil převážně v rukou členů Sjednoceného národního hnutí.

## Politická činnost
Kviciani v březnu 2015 vstoupil do aktivní politiky a stal se členem konzervativní pravicové strany Aliance patriotů Gruzie, kde se brzy dostal do jejího vedení. Při následujících parlamentních volbách v roce 2016 získala tato strana šest poslaneckých mandátů a Kviciani usedl do poslaneckých lavic. Spolu s touto stranou pak zamířil do opozice.
V roce 2018 Kviciani odeslal do parlamentu návrh zákona, který by v Gruzii zakazoval nošení burek a nikábů na veřejnosti. Tento zákaz hájil nemožností identifikovat pachatele možných teroristických útoků, který by byl zahalen. Návrh později parlament projednal. Kviciani se v těchto časech často ukazoval na protestních shromážděních v Tbilisi, které organizovala extrémně pravicová strana Gruzínský marš, která odmítá LGBT a imigranty v zemi.
V televizní debatě v dubnu 2018 se Kviciani veřejně přiznal ke spolupráci s ruskými zpravodajskými službami, konkrétně s GRU, kterou vysvětlil tak, že naschvál jejich jménem šířil falešná, nepravdivá a propagandistická prohlášení.
V roce 2020 oznámil svůj odchod ze strany, což vysvětlil takto: „Zbývají mi čtyři měsíce v parlamentu a chci je strávit co nejlépe. Nechci svým riskantním jednáním ublížit svým blízkým. Odcházím ze strany a odcházím z frakce. Chci popřát svým přátelům úspěch v jejich politickém i osobním životě.“ Dále dodal, že chce prostřednictvím sebeobětování zintenzivnit boj za zachování existence gruzínského národa.